# 65th Street
65th Street – stacja metra nowojorskiego, na linii E, M i R. Znajduje się w dzielnicy Queens, w Nowym Jorku. Została otwarta 19 sierpnia 1936.